# LOVELAND, ISLAND
「LOVELAND, ISLAND」（ラブランド、アイランド）は、山下達郎の楽曲。1982年のアルバム『FOR YOU』に収録、2002年1月23日にシングル・カットされた。

## 解説
「LOVELAND, ISLAND」はアルバム『FOR YOU』収録曲。元々は「サントリービール純生」のCMソングとして書かれた曲で、1981年にオンエアされた。ブラジルの路上でサンバを踊る女性のフィルムだったので、BPMを計測し、そのテンポに合わせて作られた。当初、レコード化の予定はなかったが、CMが好評で、アルバムに収録された。シングル化の要望もあったが、この時代は意図的にシングル・カットしないことでアルバムのセールスを伸ばすという販売戦術が流行だったことから、結局シングルにはならなかった。山下によれば、「サンバとマイアミTKビートを合わせたような曲調と一人多重コーラスの世界は、“夏だ、海だ、タツローだ!”という当時のリゾート・ミュージックとしての山下達郎音楽のまさに典型だった」という。後にライヴ・ヴァージョンがライブ・アルバム『JOY』に収録された。
2002年、フジテレビ系ドラマ『ロング・ラブレター〜漂流教室〜』主題歌に採用されたのを受けシングル・カット。RCA ⁄ AIRレーベルの旧譜7タイトル同時リイシューのプロモーションを兼ね、東山紀之と宮内佳奈子が出演したプロモーション・ビデオも制作された。
カップリングの「YOUR EYES」共々、ベスト・アルバム『GREATEST HITS! OF TATSURO YAMASHITA』とオールタイム・ベスト『OPUS 〜ALL TIME BEST 1975-2012〜』それぞれに収録された。また、シングルに収録のカラオケ・ヴァージョンは、このシングル用の新たなリミックスで作られたもの。

## パッケージ、アートワーク
ジャケットは、2002年2月14日のRCA ⁄ AIRレーベル時代の旧譜7タイトル同時リイシューに合わせて新たに制作された、鈴木英人のイラストがレイアウトされている。

## ミュージック・ビデオ
2023年1月6日、1976年から1982年にRCA/AIR YEARSから発売したアナログ盤とカセット、全8アイテムに最新リマスターを施した“TATSURO YAMASHITA RCA/AIR YEARS Vinyl Collection”が5月から5カ月連続リリースが決定。その第一弾アルバム『FOR YOU』が5月3日に発売されたのを記念して、「LOVELAND, ISLAND」の2002年作成、東山出演のSpecial Clipが5月3日にYouTubeにて初公開された。

## 収録曲
| 全作曲・編曲: 山下達郎。 | |            |            |
| #                        | タイトル | 作詞       | 作曲・編曲 |
| 1.                       | 「LOVELAND, ISLAND （ラブランド、アイランド）」(フジテレビ系「ロング・ラブレター〜漂流教室〜」主題歌、サントリー「のんある気分」CMソング、テレビ東京系「有吉ぃぃeeeee!そうだ!今からお前んチでゲームしない?」2022年12月度勝手にEDテーマ) | 山下達郎   | 山下達郎   |
| 2.                       | 「YOUR EYES （ユア・アイズ）」 | ALAN O'DAY | 山下達郎   |
| 3.                       | 「LOVELAND, ISLAND （カラオケ）」 |            | 山下達郎   |
| 4.                       | 「YOUR EYES （カラオケ）」 |            | 山下達郎   |

## クレジット

### LOVELAND, ISLAND
| Words & Music by 山下達郎   |
| ©1982 SMILE PUBLISHERS INC. |
|                             |

| 山下達郎   |  | - Electric Guitar (Right) - & Background Vocals |
| 青山純     |  | Drums                                           |
| 伊藤広規   |  | Bass                                            |
| 椎名和夫   |  | Electric Guitar (Left)                          |
| 難波弘之   |  | Keyboards                                       |
| 浜口茂外也 |  | Percussion                                      |
| 土岐英史   |  | Alto Sax Solo                                   |
| 山川恵子   |  | Harp                                            |

### YOUR EYES
| Words by ALAN O'DAY                                                 |
| Music by 山下達郎                                                   |
| - ©1982 WARNER/CHAPPELL MUSIC, - JAPAN K.K. & SMILE PUBLISHERS INC. |
|                                                                     |

| 山下達郎 |  | - Electric Guitar, Electric Piano, Electric Sitar, - Percussion & Background Vocals |
| 青山純   |  | Drums                                                                               |
| 伊藤広規 |  | Bass                                                                                |
| 吉川忠英 |  | Acoustic Guitar                                                                     |
| 難波弘之 |  | Acoustic Piano                                                                      |
| 土岐英史 |  | Alto Sax Solo                                                                       |
|          |  |                                                                                     |
| 多忠明   |  | Strings Concert Master                                                              |
| 乾裕樹   |  | Strings Arrangement                                                                 |

### スタッフ
- Illustration : 鈴木英人

## リリース日一覧
| 地域 | タイトル                                                               | リリース日    | レーベル              | 規格               | 品番       | 備考                                           |
| ---- | ---------------------------------------------------------------------- | ------------- | --------------------- | ------------------ | ---------- | ---------------------------------------------- |
| 日本 | LOVELAND, ISLAND（ラブランド、アイランド） / YOUR EYES（ユア・アイズ） | 2002年1月23日 | AIR ⁄ BMGファンハウス | CD                 | BVCR-19907 | カップリングにカラオケを収録                   |
| 日本 | LOVELAND, ISLAND（ラブランド、アイランド） / YOUR EYES（ユア・アイズ） | 1982年        | AIR ⁄ RVC             | 7"シングルレコード | SJLD-3017  | ラジオ・オンエア用のプロモ・シングル（非売品） |

## 収録アルバム
| # | タイトル                            | リリース日    | レーベル                  | 規格        | 品番                                                  | 備考 |
| - | ----------------------------------- | ------------- | ------------------------- | ----------- | ----------------------------------------------------- | --- |
| 1 | FOR YOU                             | 1982年1月21日 | AIR ⁄ RVC                 | LP          | RAL-8801                                              | |
| 1 | FOR YOU                             | 1982年1月21日 | AIR ⁄ RVC                 | CT          | RAT-8801                                              | - カセット同時発売 - アナログLPと同内容                                                                                                   |
| 2 | GREATEST HITS! OF TATSURO YAMASHITA | 1982年7月21日 | AIR ⁄ RVC                 | LP          | RAL-8803                                              | - ベスト・アルバム - 「LOVELAND, ISLAND」「YOUR EYES」を収録。 - 「LOVELAND, ISLAND」はコーダが約10秒短いエディット・ヴァージョンで収録。 |
| 2 | GREATEST HITS! OF TATSURO YAMASHITA | 1982年7月21日 | AIR ⁄ RVC                 | CT          | RAT-8803                                              | - カセット同時発売 - アナログLPと同内容                                                                                                   |
| 3 | COME ALONG II                       | 1984年3月5日  | AIR ⁄ RVC                 | LP          | AIR-8005                                              | - コンピレーション・アルバム - 「LOVELAND, ISLAND」「YOUR EYES」を収録                                                                    |
| 3 | COME ALONG II                       | 1984年3月5日  | AIR ⁄ RVC                 | CT          | ART-8005                                              | - カセット同時発売 - アナログLPと同内容                                                                                                   |
| 4 | OPUS 〜ALL TIME BEST 1975-2012〜    | 2012年9月26日 | MOON ⁄ WARNER MUSIC JAPAN | - 4CD - 3CD | - WPCL-11201/4【初回限定盤】 - WPCL-11205/7【通常盤】 | - オールタイム・ベスト - 「LOVELAND, ISLAND」「YOUR EYES」を収録                                                                          |